# سیارک ۱۱۵۰۷
سیارک ۱۱۵۰۷ (به انگلیسی: 11507 Danpascu، نامگذاری:1990OF) یازده هزار و پانصد و هفتمین سیارک کشف شده‌است که در ۲۰ ژوئیه ۱۹۹۰ کشف شد.